# AJリー
AJリー（AJ Lee、1987年3月19日 - ）はアメリカ合衆国の元プロレスラー。ニュージャージー州ユニオンシティ出身。2015年4月までWWEに所属していた。

## 来歴
高校卒業後、大学に入学して授業料を支払うためにフルタイムで働き始め、2007年3月にレスリング学生となる。
2008年10月10日にソウルシスター・ジャナを対戦相手にWSUでデビュー。次の夜、マリア・ホサカとコンビを組んでWSUタッグチーム王座を決める大会に出場したりするなどして、2009年2月7日に、ブルック・カーターとのコンビでビートダウン・ベティーズを破りタッグ王座に輝く。さらに4月11日には女王に輝くなど人気だったが、退団する。
2009年5月5日、WWEと契約をする。そして、8月頃にAJ・リー（AJ Lee）の名前でデビュー。その後試合や大会などに多く参戦し、セリーナやタミーナやナオミなど数多くの選手と戦う。その後はリングアナウンサーやヒールターンなど様々な事を経験する。
2010年8月31日のWWE・NXTシーズン3にて、ルーキー全て女性という戦いでプリモにプロとして指導を受ける。この形でブランドデビューを果たす。番組内ではこれといった抗争はせず、ヒールのプリモと共にいるがベビーフェイスとして笑顔を振り撒くキャラクターで活動。さらに、プリモとキスをするなど恋愛ストーリーに発展するかと思われたが、普通に恋愛している感じだけであった。可愛さと元気っ子さに人気が出たが、3位という形で脱落となる。その後、FCWに再び戻るが、2011年2月8日のNXTシーズン4でアシスタントという形で再登場、元気な姿で登場しデビューするのではと囁かれていた。
2011年5月27日にとうとう1軍デビュー。ケイトリンと共にタッグでアリシア・フォックスとヒールターンしたタミーナと対戦。結果は黒星スタートとなった。当初の予定では引き続きプリモの彼女としてデビュー予定だったが、ケイトリンとナタリヤと3人組として登場した。
ナタリヤがヒールターンした後は、ケイトリンとチック・バスターズというコンビを組む。年末には、ダニエル・ブライアンに恋をし、彼とバックステージで会話することが増えたが、世界王者になったブライアンに告白。ブライアンは戸惑いながらも、彼女をリングサイドにいさせたが、それによって防衛戦中、ビッグ・ショーと衝突。アングル上の重傷を負い、またブライアンのヒールターンに拍車をかけた（ストーリー上、ブライアンは彼女を愛しておらず、ただ利用しているだけのように見受けられる）。
復帰後は、ブライアンの指導・補助もあってベラ・ツインズに連勝。ブライアンの試合開始直後にキスをするようになったが、レッスルマニア28世界王座戦にて、そのキスの直後ブライアンがシェイマスに蹴飛ばされて敗北したことで、ブライアンはあっさりと彼女と縁を切ってしまう。それによって情緒不安定となった彼女は、親友ケイトリンとも離れてしまった。オーバー・ザ・リミット直前、再びブライアンに振られた彼女は、ブライアンのWWE王座戦の相手であるCMパンクに言い寄り、彼をサポートするようになるが、ケインに言い寄るなど奇行も目立ち、情緒不安定に拍車をかけた。その後、パンク、ブライアン、ケインの絡んだWWE王座戦が終了したのち、ブライアンにプロポーズされ、スリックを牧師役にRAW1000回記念放送にて結婚式を挙げたが、マクマホン会長によってRAWのGMに任命され、あっさりブライアンを振った。
情緒不安定なままGMとして活動していたが、男性問題をヴィッキー・ゲレロにでっち上げられ、その相手であるジョン・シナを守るために何も言わずに身を引いた。その後ディーヴァとして活動を再開するも、ヴィッキーからの執拗な責めを受け続けた。ヴィッキーがマクマホン会長によって懇意のドルフ・ジグラーにとって不利な、TLCでのシナとのマネー戦を組まされたことによって、ジグラーとの関係が破綻。失意のヴィッキーはAJの作ったシナとAJの写真のついたリボンをシナに見せつけて馬鹿にしたが、シナはそれがヴィッキーのでっちあげだと勘違いして罵った。しかし、これは本当にAJが作ったものであった。怒ったAJはシナ対ジグラーのマネー戦でシナを妨害、ジグラーを勝利に導き、そしてジグラーと恋人関係を築きあげた。さらにNXT王者のビッグ・E・ラングストンを連れて現れ、ジグラーの援護をしつつ3人で活動するようになる。2013年中盤に差し掛かると、ディーヴァ王者ケイトリンのディーヴァ王座を狙うようになり、ラングストンに一芝居をうたせ（内容は、ケイトリンにラブレターを送る隠れファンを装い、後で暴露し笑いものにするというもの）、その結果6月のPPVペイバックで王座を取得。しかしそのやり方をベビーターンしたジグラーに諭された挙句、ジグラーの世界王座戦を自身の乱入で反則負けにしてしまったことで完全に別れを告げられた。それをきっかけにラングストンと組みジグラーやケイトリンとの抗争を続けるも敗れ、さらにラングストンがAJのセコンドに就くことが禁止された。その後、ケイトリンと王座戦を行うが、ケイトリンのセコンドであるレイラがAJに着き、それにより王座を防衛。それからは二人で行動。
7月、ディーヴァの新番組である『Total Diva』に出演できないことからか出演者のディーヴァに対して敵意を抱き、他のヒールディーヴァを仲間にして戦うことが増える。しかし、徐々に嫌われていき、ついには一人になってしまったが、すぐに新たなセコンドタミーナ・スヌーカを味方につけた。その助けにより、卑怯な手段を含め何度も王座を守り、レッスルマニア30では所属するすべてのディーヴァと戦う招待戦（14人のうち、誰かひとりフォールかタップを奪えば王座獲得・防衛というルール）ではナオミをタップさせ勝利した。しかしその翌日のRAWで、王座防衛を祝いにやってきたNXT女子王者のペイジに嫌がらせのつもりで急な王座戦を持ちかけるが敗戦。王座を失い、また長期の休場に入った。その後、CMパンクと結婚したことが判明した。6月30日に復帰し、王座を守り続けているペイジを認める発言をするが、前述の一件を根に持っていたペイジに突っぱねられる。しかし観客をあおることで王座戦を決定し、勝利。再度王座に就いたものの、ヒールターンしたペイジとの抗争において8月のサマースラムで王座を失う。9月のナイト・オブ・チャンピオンズでペイジ、ニッキー・ベラとのトリプル・スレット王座戦に勝利し再び王者に返り咲いた。11月のサバイバー・シリーズで、再度ニッキーと王座戦を行うが、ブリー・ベラによって試合開始いきなりキスをされ、動揺しているところに一撃を食らって早々に敗北し、王座陥落した。12月、TLCで再戦の機会を得るも、ニッキーのスプレー攻撃により敗北。それ以降首の怪我を治癒するため3か月の間休場することになった。3月2日に復帰し、ペイジを助ける形でベラ・ツインズと抗争を開始、その後レッスルマニア31のタッグ戦で勝利した。
しかしながらレッスルマニア31直後の4月3日に突如として引退。
引退の理由は長らく明らかにされなかったが、2017年に出版した自伝で明かされた。腕と指に影響をおよぼす頸椎の永久的な損傷が見つかり、新しい次のライフプランを計画する時期が来たことを感じたという。それを考える過程で、プロレスを通じてなすべきことはすべてなした、戦いは終わった、私は勝ったのだと悟ったと述べた。会社は手術の休暇をくれたし、夫の解雇は会える時間が減って新婚生活としてはつらかったが自分のプロレスラーとしての活動とは切り離せていたことも説明した。
2019年12月13日に劇場公開された『Rabid』に夫とともにBilly、Kira役で出演し、俳優デビューした。
2021年10月7日、アメリカの女子プロレス団体Women of Wrestlingのエグゼクティブ・プロデューサー兼解説者に就任した。
2022年10月25日に公開されたNetflixオリジナル映画『47RONIN -ザ・ブレイド-』の脚本をエイミー・ガルシアと共同執筆した。

## 得意技
- ブラック・ウィドウ
- シャイニング・ウィザード
- シラヌイ

## 入場曲
- Feelin' Ya
- Right Now
- Let's Light It Up

## 獲得タイトル
WWE
- WWEディーヴァズ王座 : 3回

FCW
- FCWフロリダディーヴァズ王座 : 1回
- クイーン・オブ・FCW : 1回

WSU
- WSUタッグチーム王座 : 1回

w / ブルック・カーター
- WSU/NWS キング・アンド・クイーン・オブ・ザ・リング（2009年）

w / ジェイ・リーサル

## フィルモグラフィ
- The Madden 16（2015年） - EAのゲーム「マッデンNFL16」のプロモーション短編動画シリーズ。スチューピッド・バディ・スタジオ（英語版）製作の人形アニメ[7]。Triple Agent役の声優[8]
- Rabid（英語版）（2019年） - Kira役
- 47RONIN -ザ・ブレイド-（2022年） - 脚本共同執筆
- Heels（英語版）（2023年） - シーズン2にElle Dorado役としてレギュラー出演
- Sacramento（英語版）（2024年） - 出演